# أسباب الاضطرابات النفسية
الاضطراب العقلي هو «متلازمة سلوكية أو نفسية أو نمط نفسي يحدث في الفرد وغالباً ما يصاحبها حالة من العجز مع زيادة كبيرة في خطر المعاناة والموت والألم والعجز، أو خسارة هامة للحرية».
 أسباب الاضطرابات النفسية هي عموما معقدة وتختلف اعتمادا على نوع الاضطراب المعين والفرد.
وعلى الرغم من أن أسباب معظم الاضطرابات النفسية غير معروفة، فقد تبين أن العوامل البيولوجية والنفسية والبيئية المختلفة يمكن أن تسهم جميعا في تطور الاضطرابات النفسية. معظم الاضطرابات النفسية هي نتيجة لمجموعة من عدة عوامل مختلفة وليس مجرد عامل واحد.

## نتائج الأبحاث
وتشمل عوامل الخطر للمرض العقلي الميراث الجيني، مثل الآباء الذين يعانون من الاكتئاب، وتكرار أنماط الأجيال، والتصرفات مثل الشخصية. وتشمل أيضاً علاقات مع تعاطي المخدرات مثل القنب، والكحول والكافيين.
وتشتمل بعض الأمراض النفسية الخاصة على عوامل خطر خاصة، منها على سبيل المثال عدم المساواة في المعاملة من الوالدين، وأحداث الحياة المعاكسة، وتعاطي المخدرات في مرض الاكتئاب  والهجرة والتمييز، وصدمات الطفولة، والحزن أو الانفصال في الأسر، واستخدام القنب في الفصام والذهان، وعوامل الأبوة والأمومة، وإساءة معاملة الأطفال،(مثل القلق)، والمزاج والمواقف (مثل التشاؤم) في القلق.
في فبراير 2013 وجدت دراسة أن هناك روابط وراثية مشتركة بين بعض الاضطرابات النفسية الرئيسية: التوحد، اضطراب ثنائي القطب، واضطراب اكتئابي كبير، والفصام. عمل الجهاز العصبي بطريقة غير طبيعية متورط في العديد من الاضطرابات النفسية، بما في ذلك افراز السيروتونين، والدوبامين. كما عثر على اختلافات في حجم أو نشاط بعض مناطق الدماغ في بعض الحالات. كما أن الآليات النفسية كانت متورطة، مثل تحيز الإدراك (على سبيل المثال، المنطق)، والتأثيرات العاطفية، والمزاج. وقد أشارت الدراسات إلى أن الاختلاف في الجينات يمكن أن يلعب دوراً هاماً في تطوير الاضطرابات النفسية، على الرغم من أن التعرف الموثوق به للعلاقات بين جينات محددة وفئات محددة من الاضطراب أثبتت صعوبة أكبر. كما تورطت الأحداث البيئية المحيطة مثل الحمل والولادة. إصابات الدماغ قد تزيد من خطر الإصابة ببعض الاضطرابات النفسية. وكانت هناك بعض الروابط غير المتناسقة المؤقتة التي وجدت لبعض الإصابات الفيروسية، وإساءة استخدام المواد، والصحة البدنية العامة.

## نظريات

### نظريات عامة
هناك عدد من النظريات أوالنماذج العلمية تسعى إلى شرح أسباب الاضطراب العقلي. قد تختلف هذه النظريات فيما يتعلق بكيفية تفسير سبب الاضطراب، وكيفية التعامل مع الاضطراب، وتصنيف الاضطرابات النفسية. وقد تكون هناك أيضا اختلافات في فلسفة العقل فيما يتعلق بما إذا كان العقل يعتبر منفصلا عن الدماغ.

### النموذج الطبي الحيوي
يتم التمييز عموما بين «النموذج الطبي» (المعروف أيضا باسم النموذج الطبي الحيوي) و «النموذج الاجتماعي» (المعروف أيضا باسم نموذج التمكين أو الانتعاش) في تفسير الاضطراب العقلي والإعاقة، حيث أن الأول يركز على العمليات والأعراض المرضية المفترضة، ويركز الأخير على فرضية البناء الاجتماعي والسياقات الاجتماعية.

### النموذج البيولوجي النفسي الاجتماعي
النموذج الأساسي للطب النفسي الغربي المعاصر السائد هو النموذج الحيوي النفسي الاجتماعي، الذي يدمج العوامل البيولوجية والنفسية والاجتماعية. على سبيل المثال وجهة نظر واحدة هي أن الوراثة تمثل 40٪ من قابلية الشخص للاضطرابات النفسية في حين أن العوامل النفسية والبيئية تمثل 60٪.

### نظريات التحليل النفسي
تركز هذه النظريات على الصراعات الداخلية والعلاقات العالقة. وقد طرحت هذه النظريات كتفسيرات شاملة للاضطراب العقلي، على الرغم من أن معظم مجموعات التحليل النفسي اليوم تتقيد بالنموذج البيولوجي النفسي الاجتماعي ولكنها تقبل مزيجاً انتقائياً من الأنواع الفرعية للتحليل النفسي. وقد نشأت نظرية التحليل النفسي لـسيغموند فرويد. وتركز هذه النظرية على تأثير القوى اللاواعية على السلوك البشري. وفقا لفرويد، تتكون الشخصية من ثلاثة أجزاء: الهو والأنا والأنا العليا. حيث يعمل الهو تحت مبدأ مبدأ المتعة، والأنا تعمل تحت مبدأ الحقيقة، والأنا الأعلي يعمل وفقاً «للضمير». أيضا، وفقا لنظرية التحليل النفسي، هناك خمس مراحل من التطور النفسي والجنسي التي يمر بها الجميع: المرحلة الفمية، والمرحلة الشرجية، والمرحلة القضيبية، والمرحلة الكامنة، والمرحلة التناسلية. يمكن أن تحدث الاضطرابات النفسية في الشخص الذي يتلقي القليل جدا أو الكثير جداً في واحدة من مراحل النمو النفسي والجنسي. وعندما يحدث هذا، يقال إن الفرد قد تم تثبيته في تلك المرحلة التنموية.

### نظرية التعلق
هي نوع من النهج التطوري والنفسي يتم تطبيقها في بعض الأحيان في سياق الاضطرابات النفسية، والتي تركز على دور العلاقات بين مقدمي الرعاية في وقت مبكر والطفل، والاستجابة للخطر، والبحث عن العلاقة المرضية في مرحلة البلوغ. وفقا لهذه النظرية، كلما كان زاد تأمين الطفل من قبل الكبار، كلما زاد احتمال احتفاظ الطفل بعلاقات صحية مع الآخرين في حياتهم. وكما هو مبين في تجربة الوضع الغريب التي تديرها ماري أينسورث استنادا إلى تركيبات جون بولبي، هناك أربعة أنماط رئيسية للتعلق: التعلق الآمن، والتفادي، والتعلق الغير منظم والتعلق المتناقض. تم العثور على أنماط التعلق هذه عبر الثقافات.

### علم النفس التطوري
علم النفس التطوري (أو الطب النفسي) اقترح نظرية عامة، حيث يفترض أن العديد من الاضطرابات النفسية تنطوي على عملية مختلة من الوحدة العقلية تم اكتسابها مع الأجداد والبيئات الاجتماعية ولكن ليس بالضرورة للبيئات الحديثة. وتشير النظريات الأخرى إلى أن المرض العقلي يمكن أن يكون له مزايا تطورية للأنواع، بما في ذلك تعزيز الإبداع. كما تم العثور على بعض الشذوذات السلوكية ذات الصلة في بعض الكائنات غير البشرية مثل القردة.

### العوامل التي تؤثر على اختيار النماذج والنظريات
قد يفضل الأطباء النفسيون نماذج الطب الحيوي لأنهم يعتقدون أن مثل هذه النماذج تجعل انضباطهم يبدو أكثر احتراما. وبالمثل، تميل أسر المرضى المصابين بأمراض عقلية إلى تفضيل النماذج الطبية الحيوية لأن ذلك يعطي أقل قدر من اللوم الذاتي.
إذا كان المرضى يعالجون من قبل طبيب أكثر أخلاقية، فهم أكثر عرضة لاعتماد نموذج غير النموذج الطبي الحيوي.

## العوامل البيولوجية
العوامل البيولوجية تتكون من أي شيء مادي يمكن أن يسبب آثارا سلبية على الصحة النفسية للشخص. وهذا يشمل الوراثة، وتلف قبل الولادة، والالتهابات، والتعرض للسموم، وعيوب الدماغ أو الإصابات، واختلالات كيميائية، وتعاطي المخدرات. ويعتقد العديد من العلماء أن السبب الوحيد للاضطرابات النفسية يقوم على بيولوجيا الدماغ والجهاز العصبي.

### علم الوراثة
أشارت بعض الدراسات إلى أن العوامل الوراثية غالبا ما تلعب دورا هاما في تطوير الاضطرابات النفسية. وقد ثبتت صعوبة تحديد قابلية التعرض الجيني المحدود لاضطرابات معينة، من خلال الارتباط الجيني. t وفيما يتعلق بالاضطراب العقلي البارز، الفصام، كان لفترة طويلة هناك إجماع بين العلماء، أن بعض الأليلات (أشكال الجينات) كانت مسؤولة عن الفصام، ولكن بعض الأبحاث أشارت فقط إلى طفرات نادرة متعددة يعتقد أنها تغير المسارات العصبية التنموية التي يمكن أن تسهم في نهاية المطاف في الفصام. تقريبا كل طفرة هيكلية نادرة كانت مختلفة في كل فرد.

### الضرر قبل الولادة
أي ضرر يحدث إلى الجنين في حين لا يزال في رحم أمه يعتبر ضرر قبل الولادة. إذا كانت الأم الحامل تستخدم المخدرات أو الكحول أو تتعرض لأمراض أو التهابات فإن الاضطرابات النفسية يمكن أن تنتقل إلي الجنين. وفقا للبحوث، بعض الحالات، مثل التوحد ناتجة عن اضطراب في وقت مبكر أثناء تطور الدماغ في الجنين.

### العدوى والأمراض والسموم
هناك عدد من الاضطرابات النفسية مرتبطة مبدئيا مع مسببات الأمراض الميكروبية، وخاصة الفيروسات؛ ومع ذلك فإنه برغم وجود بعض الاقتراحات علي الارتباط خلال الدراسات على الحيوانات، وبعض الأدلة غير المتناسقة للآليات المعدية والمناعية (بما في ذلك الأضرار قبل الولادة) في بعض الاضطرابات البشرية، فإن نماذج الأمراض المعدية في الطب النفسي لم تظهر بعد نفسها بصورة كبيرة إلا في حالات قليلة منفردة.
وتبين البحوث أن العدوى والتعرض للسموم مثل فيروس العوز المناعي البشري والبكتيريا العقدية تسبب الخرف والوسواس القهري على التوالي. العدوى أو السموم تؤدي إلى تغيير في كيمياء الدماغ، والتي يمكن أن تتطور إلى اضطراب عقلي.

### إصابات الدماغ والعيوب الخلقية
أي ضرر في الدماغ يمكن أن يسبب اضطراب عقلي. الدماغ هو نظام التحكم في الجهاز العصبي وبقية الجسم. بدونه فإن ذلك الجسم لا يمكن أن يعمل بشكل صحيح.
تم العثور على معدلات أعلى من تغير المزاج، والذهان، واضطرابات تعاطي المخدرات بعد إصابات الدماغ بصدمة. وكانت النتائج المتعلقة بالعلاقة بين شدة الإصابة وانتشار الاضطرابات النفسية اللاحقة غير متسقة، وارتبط حدوثها بمشاكل سابقة تتعلق بالصحة العقلية فضلا عن التأثيرات العصبية المباشرة في تفاعل معقد مع الشخصية والمواقف والتأثيرات الاجتماعية.
أشارت النتائج إلى وجود وظائف غير طبيعية لهياكل الدماغ في الأفراد الذين يعانون من اضطرابات نفسية مثل الفصام، واضطرابات أخرى لها علاقة بالإعاقة في الحفاظ على الاهتمام المتواصل.

### الاختلالات الكيميائية
ويمكن النظر إلى الاختلالات الكيميائية على أنها اضطرابات في دوائر الدماغ. إذا كان هناك ضرر في الناقلات العصبية في الدماغ فإن الاضطرابات النفسية يمكن أن تنشأ. الاضطرابات النفسية التي قد تكون مرتبطة بالاختلالات الكيميائية منها الاكتئاب والفصام.
مستويات غير طبيعية من الدوبامين قد تكون السبب في عدد من الاضطرابات (على سبيل المثال الفصام).

## تجارب الحياة والعوامل البيئية
مصطلح «البيئة» هو تعريف فضفاض جدا عندما يتعلق الأمر بالمرض العقلي. على عكس الأسباب البيولوجية والنفسية، الأسباب البيئية هي الضغوطات التي يتعامل الأفراد معها في الحياة اليومية. وتتراوح هذه الضغوطات من القضايا المالية إلى انخفاض الثقة بالنفس. الأحداث التي تثير مشاعر الفقدان هي الأكثر احتمالا أن تسبب اضطراب عقلي للفرد. وتشمل العوامل البيئية، على سبيل المثال لا الحصر، الحياة المنزلية المختلة، وضعف العلاقات مع الآخرين، وتعاطي المخدرات، وعدم تلبية التوقعات الاجتماعية، وتدني احترام الذات، والفقر.

### أحداث الحياة والإجهاد العاطفي
يذكر أن التعامل في مرحلة الطفولة وفي مرحلة البلوغ، بما في ذلك الإيذاء الجنسي والإيذاء البدني والإيذاء العاطفي والعنف المنزلي والبلطجة تلعب دوراً في تكوين الاضطرابات النفسية، من خلال تفاعل معقد من العوامل الاجتماعية والأسرية والنفسية والبيولوجية. أحداث الحياة السلبية أو المجهدة بشكل عام قد تورطت في تطوير مجموعة من الاضطرابات، بما في ذلك تغير المزاج والاكتئاب واضطرابات القلق.

### سوء المعاملة من الأبوين والإهمال
الصدمة النفسية الشديدة مثل الإساءة والإهمال يمكن أن تعيث فسادا في حياة الشخص. الأطفال أكثر عرضة للإصابة النفسية نتيجة الأحداث الصادمة من البالغين. مرة أخرى، فإن رد الفعل على الصدمة يختلف بناء على الشخص وكذلك عمر الفرد. ويتأثر تأثير هذه الأحداث بعدة عوامل: نوع الحدث، وطول المدة التي تعرض لها الفرد، ومدى تأثر الفرد وأسرته / أصدقائه شخصيا بالحدث. إن الكوارث التي يسببها الإنسان، مثل الطفولة الصاخبة، لها تأثير أكبر على الأطفال من تأثير الكوارث الطبيعية

### دراسة تجارب الطفولة الغير سوية
وتشكل تجارب الطفولة السلبية أشكالا مختلفة من سوء المعاملة وعجز الحالة المعيشية في الطفولة. وقد أظهرت تجارب الطفولة السلبية علاقة قوية بين الاضطرابات والعديد من المشاكل الصحية والاجتماعية والسلوكية طوال حياة الشخص، بما في ذلك محاولات الانتحار وتواتر نوبات الاكتئاب. يمكن أن تتعطل التنمية العصبية للأطفال عندما يتعرضون بشكل مزمن للأحداث المجهدة مثل الإيذاء الجسدي أو العاطفي أو الجنسي، والإهمال البدني أو العاطفي، أو يشهدون العنف في الأسرة، أو الوالد الذي يعتقل أو يعاني من مرض عقلي. ونتيجة لذلك، قد يتأثر أداء الطفل المعرفي أو قدرته على التعامل مع المشاعر السلبية. مع مرور الوقت، قد يتبنى الطفل استراتيجيات التكيف الضارة المختلفة التي يمكن أن تسهم في الأمراض والعجز في وقت لاحق.

### التوقعات الاجتماعية والتقدير
كيفية رؤية الأفراد لأنفسهم في نهاية المطاف يحدد من هم، وقدراتهم وما يمكن أن يكونوا في المستقبل. التقليل من احترام الذات وكذلك التمادي في تقديرها كلاهما يضر بالصحة النفسية الفرد.

### الفقر
وتظهر الدراسات أن هناك علاقة مباشرة بين الفقر والأمراض العقلية. وكلما انخفض الوضع الاجتماعي والاقتصادي للفرد كلما ارتفع خطر الإصابة بمرض عقلي. فالفقراء هم في الواقع أكثر عرضة مرتين أو ثلاث مرات لتطور المرض العقلي من أولئك الذين يمثلون الطبقة الاقتصادية العليا. هذا الخطر المتزايد للمضاعفات النفسية يبقى ثابتاً لجميع الأفراد بين الفقراء، بغض النظر عن أي اختلافات ديموغرافية داخل المجموعة التي قد تمتلكها.

### المجتمعات والثقافات
وقد ارتبطت الاضطرابات العقلية بالنظام الاجتماعي والاقتصادي والثقافي الشامل. وكانت المشاكل في المجتمعات أو الثقافات، بما في ذلك الفقر والبطالة أو العمالة الناقصة، وعدم التماسك الاجتماعي، والهجرة، قد ارتبطت ارتباطاً وثيقاً بالاضطرابات النفسية. وقد ارتبطت الضغوط والإجهادات المرتبطة بالوضع الاجتماعي والاقتصادي بحدوث اضطرابات نفسية كبيرة، مع انخفاض أو انعدام الأمن التعليمي أو المهني أو الاقتصادي أو الوضع الاجتماعي.

## العوامل النفسية والفردية، بما في ذلك القدرة على الصمود
ويعتقد بعض الأطباء أن الخصائص النفسية وحدها تحدد الاضطرابات النفسية. ويتوقع آخرون أن السلوك غير الطبيعي يمكن تفسيره بمزيج من العوامل الاجتماعية والنفسية. في العديد من الأمثلة، المحفزات البيئية والنفسية تكمل بعضها البعض مما يؤدى إلى الإجهاد العاطفي، والذي بدوره ينشط المرض العقلي

## أوجه القصور في الرعاية النفسية
هناك إمكانية أن ممارسات العلاج النفسي قد تساهم في المرض. الطب النفسي والعلم الذي يقوم عليه لا يزالان ورثة لتاريخ متقلب، ومن المؤكد أنهم مذنبين مثلهم مثل باقي العلوم الأخرى في تعزيز العقيدة كحقيقة، حتي نرى لاحقا وجهة نظر مخالفة.